# Єя
Є́я — річка на півночі Кубані, впадає до Єйського лиману Таганрозької затоки Азовського моря. Довжина — 311 км, площа басейну — 8650 км². Тече по Кубансько-Приазовський (Прикубанський) низовині в широкій долині, у низов'ях дуже замулена. Головний стік під час скресання снігів. Вода солонувата. На всій довжині Єя та її притоки зарегульовані та є каскадом ставів.
Є найдовшою річкою Кубансько-Приазовської низовини і другою за довжиною річкою Краснодарського краю. Починається по злиттю річок Корсун і Гірької за 2 км на північ від станиці Новопокровської.
Долина річища річки Єя має положисті береги. Ширина долини у верхній течії становить 100—150 м, у середньому 3—4 км, а у нижньому 10—12 км. Ширина річища річки Єя коливається від 5—30 м у верхоріччі, 60 —00 м у середній течії та від 150 до 200 м — у нижньому. У ставках ширина дзеркала досягає інколи 300 м. Глибина річки від 0,2—0,5 м у верхів'ях до 1—1,5 м у середній течії. Глибина ставків 2—5 м. Долина Єї у низовині сильно заболочена, а сама річка утворює цілу низку невеличких лиманів. Береги долини є невисокими. Швидкість течії річки невелика і становить 0,6—0,8 м/с, у деякі пори року і того менше. У нижній течії річка Єя петляє по долині, утворюючи плеса і старики.
Живиться річка переважно атмосферними опадами у вигляді дощу і снігу і почасти ґрунтовими водами. Водний режим Єї є непостійним. Рівень води й витрата її коливаються в залежності від пори року. Амплітуда коливання рівня води біля станиці Кущевської досягає 4 м. Найбільша швидкість спостерігається навесні й становить 0,6—0,8 м/с, в інший час швидкість течії менша.
Середньорічна витрата становить лише близько 2,5 м³/с. За рік річка виносить у Єйський лиман близько 80 млн м³ води. Замерзає у грудні.
Води річки Єї і її притоків жорсткі. Мають високу мінералізацію і тому мало або зовсім непридатні для зрошування.
Притоки: Сосика (ліва) та Куго-Єя (права).
Етимологія назви річки невідома. Від назви річки походить назва міста Єйська.
До 1746 року річкою Єєю проходив південно-східний кордон Яланецької паланки та всього Війська Запорозького